# José Miguel Pallás Gómez
José Miguel Pallás Gómez (Valencia, 19 de marzo de 1946-Valencia, 3 de mayo de 2025)[cita requerida] fue un militar, investigador, heraldista y escritor español.

#### Miembro fundador de la Academia Valenciana de Genealogía y Heráldica
José Miguel Pallás, con un grupo de miembros de la Real Academia de Cultura Valenciana, de la que él era académico correspondiente, fundó en 1996, la asociación sin ánimo de lucro, Academia Valenciana de Genealogía y Heráldica, declarada de Utilidad Pública por O. M. de 20 de junio de 2006. Miembro agregado de Genealogía y Heráldica "Marqués de Dos Aguas"; ha sido el director, desde sus orígenes, del Boletín de la Academia Valenciana de Genealogía y Heráldica, hasta su reciente fallecimiento.

#### Selección de artículos publicados en el Boletín de la Academia Valenciana de Genealogía y Heráldica
- Real y Militar Orden de San Hermenegildo (I). 2002. pp. 4-6.
- Ejecutoria de  nobleza de D. Félix Lozano y Sánchez, Teniente Alcalde de Valencia (II). 2002. pp. 19-24.[3]
- Nobleza de D. José Ortiz y Ruiz. Teniente Alcalde de Valencia (III). 2003. pp. 33-37.
- Ejecutoria de Nobleza del Sr. Don Juan Chomón y Marquina. Cirujano Mayor del Hospital Civil de Valencia (V). 2004. pp. 5-8.[4]
- El Solar de Guzmán valenciano (VI). 2004. pp. 11-18.[5]
- Cronología de los Virreyes de  la Ciudad y Reino de Valencia (XIX). 2013. pp. 13-20.[6]
- Blasonario valenciano: Don Nicolás Scorcia y Ladrón de Pallás (XIX). 2013. p. 106.[7]
- Archivo de la Academia Valenciana de Genealogía y Heráldica. Sección: Currículos (XIX). 2013. pp. 149-158.
- Baronía de Rafelbuñol. Padrón de riqueza de 1802 (XX). 2014. pp. 33-56.[8]
- La Primitiva Banda de Música de la Baronía de Sollana (XX). 2014. pp. 107-109.[9]
- Real Seminario de Nobles de Madrid. Caballeros Valencianos (XXI). 2015. pp. 91-104.[10]
- Epitome nupcial de linajes valencianos. Siglos XV y XVI (XXI). 2015. pp. 131-160.[11]
- Blasonario valenciano: Gaspar Adell, y Sebastián Adell (XXII). 2016. p. 124.
- Fundación de la Ilustre Congregación del Santísimo Cristo de la Villa de Carcagente. Año 1688 (XXIII). 2017. pp. 23-28.[12]

#### Trabajos genealógicos
Ha emitido informes sobre escudos de armas, tales como el del marquesado de Grisolía.
Destacado experto en Genealogía y Heráldica, ha impartido numerosos cursos sobre el tema, y ha realizado múltiples trabajos genealógicos, entre los que cabe destacar el árbol de Ausias March, así como el árbol y armas del linaje de Joanot Martorell. Entre sus numerosos artículos, es de destacar, el reseñado en el Boletín de la Real Academia Matritense de Heráldica y Genealogía, de 2007 en su página 12 sobre: Linajes franceses en el Reino de Valencia.

#### Investigaciones en Archivos
Se ha desplazado durante años a Madrid, donde ha realizado en el Archivo Histórico Nacional el vaciado de los Expedientes de Limpieza de Sangre, accesibles desde la página web de la Academia.
En el Archivo Municipal de Valencia ha recopilado los datos del Pre-Registro Civil de Valencia (1841-1870) accesibles también desde la página web de la Academia.
Fruto de sus investigaciones en el Archivo Municipal de Valencia son los cuatro últimos libros publicados: 
- El Colegio Mayor de la Purificación de Nuestra Señora conocido popularmente por "el colegio de la ciudad[17](2020).
- Bachilleres valencianos, por la Universidad Central (1740-1902)[18](2022).
- Alcaldes de Cuartel y de Barrio de la Ciudad de Valencia (1769-1835)[19](2022)
- Veinticuatro de Valencia Regidores de la ciudad de Valencia (1707-1835) (2024).